# 葉賜添
葉賜添（英語：Yip Chee Tim，1954年—），香港教育家，前任香港培正中學校長（2003年至2015年）），曾就讀九龍婦女福利會李炳紀念學校(Kowloon Women's Welfare Club Li Ping Memorial)，1966年畢業於聖公會基德小學，1973年畢業於香港培正中學，是為「勤社」的畢業生，1978年取得香港中文大學教育文憑（主修物理科）。葉賜添亦是香港中文中學聯會主席、九龍地域校長聯會成員、九龍城區議會委任議員、九龍社團聯會名譽顧問及香港青年獎勵計劃學校執行處委員會主席。